# Klein-Azewijn
Klein-Azewijn is een buurtschap in de Nederlandse gemeente Montferland, gelegen in de provincie Gelderland. Het ligt in het oosten van de gemeente tussen Zeddam en Etten.
Ten noordoosten van Klein-Azewijn staat Hagelkruis Vethuizen.